# Teppo Hauta-aho
Teppo Hauta-aho (Janakkala, Finlandia, 27 de mayo de 1941 - Helsinki, 27 de noviembre de 2021) fue un contrabajista y un compositor finlandés, miembro de la Academia Sibelius de 1963 a 1970 y alumno de František Pošta en Praga. Actualmente reside en Helsinki. 

## Biografía

### Formación musical
Se formó en contrabajo con Orvo Hyle y Ovia Nummelin; y también estudió con Frantisek Posta en Praga. Más tarde estudió en Taideyliopiston Sibelius-Akatemia.

### Carrera artística
En la década de los 70 Teppo Hauta-aho ya se estaba convirtiendo en un músico notable, grabando con los artistas Edward Vesala y Junnu Aaltonen. De 1965 a 1972, tocó con la Orquesta Filarmónica de Helsinki; y fueron sus notables habilidades como bajista clásico lo que le valió un puesto en la Orquesta de la Ópera de Finlandia en 1975, un puesto que ocupó durante más de 25 años.
Aunque es un intérprete de música clásica, su trabajo en el género Jazz es lo que ha solidificado su impresión duradera en el mundo.
Es un veterano del jazz finlandés, pero aún muy involucrado en el campo del jazz libre. Los primeros méritos de Hauta-aho en el área de la música de jazz son de finales de la década de 1960, cuando el campo de jazz europeo llegó a conocer las habilidades de este bajista como Tuohi Quartet, donde tocó Hauta-aho, ganó el concurso de la banda de la Asociación de Radios Europeas, en Montreaux en 1971. Su propia banda, Kalmisto-Klang, también fue una excelente manera de acceder al mundo del jazz libre, y en la década de 1970, grabó activamente con Edward Vesala y Junnu Aaltonen.
Tocó con algunos músicos de jazz de clase mundial, como Anthony Braxton en 1989 y 2006, con el baterista Olavi Louhivuori y con la pianista Marilyn Crispell. Participó en el Festival Raahen Rantajatsit en 2005. Algunos de los grupos finlandeses con los que ha colaborado Hauta-aho son, el Trío Nueva Finlandia, con Paroni Paakkunainen en el saxofón y Eero Ojanen en el piano, y Sound Kitchen, con el trombonista Jari Hongisto y el guitarrista Hasse Poulsen. Hauta-aho ha colaborado en dúo con la compositora y cantante Carita Holmström  desde los años 70.
Tuvo un currículum respetable en el campo de la música clásica, tanto como compositor como bajista, como en su trabajo en la orquesta del Ballet Nacional de Finlandia. También ha trabajado como director artístico del Festival Jazz @ Opera, organizado anualmente en el Alminsali de la Ópera Nacional.
En Finlandia, grabó con el trompetista y compositor Jarmo Sermilä y, a través del Quinteto moderno, estableció contactos con los músicos de freejazz alemanes. Hauta-aho y el saxofonista del quinteto, Harri Sjöström, tocaron más tarde en el grupo europeo del gigante del pianismo libre, Cecil Taylor. En Finlandia este grupo actuó en el Jazz de Tampere en 1998. Hauta-aho también ha tocado con leyendas del freejazz como el pianista alemán Alexander Von Schlippenbach y el saxofonista británico Evan Parker.
El compositor finlandés Harri Wessman escribió que:

Como compositor, Teppo Hauta-aho siempre ha sido su propio maestro, basando sus conocimientos técnicos en su amplia práctica musical como músico orquestal, músico de cámara y jazz. No sería exagerado afirmar que fue el bajista de jazz más solicitado en Finlandia en la década de 1970, y algunas de sus obras son composiciones de jazz puro. Pero las técnicas compositivas y los medios musicales utilizados en la mayoría de sus obras se originan en una apertura inusual para cualquier dispositivo. Junto con las técnicas modernas, su fuente de inspiración incluye todos los períodos estilísticos anteriores en la música europea, los impulsos de la música oriental y, por supuesto, el jazz. Su propio instrumento, el contrabajo, se ha beneficiado especialmente de su rica inventiva en la búsqueda de nuevos medios para conjurar sonidos inusuales del instrumento.

La composición siempre ha sido una parte importante de la carrera musical de Hauta-aho. Muchas obras diferentes nacieron a principios de la década de 1980, pero a finales de la década comenzó a trabajar en el campo del jazz de manera más activa.
Al haber compuesto más obras para el contrabajo que nadie en la historia, este músico continúa rompiendo fronteras, componiendo música de jazz que se realiza en todo el mundo.

## Obra

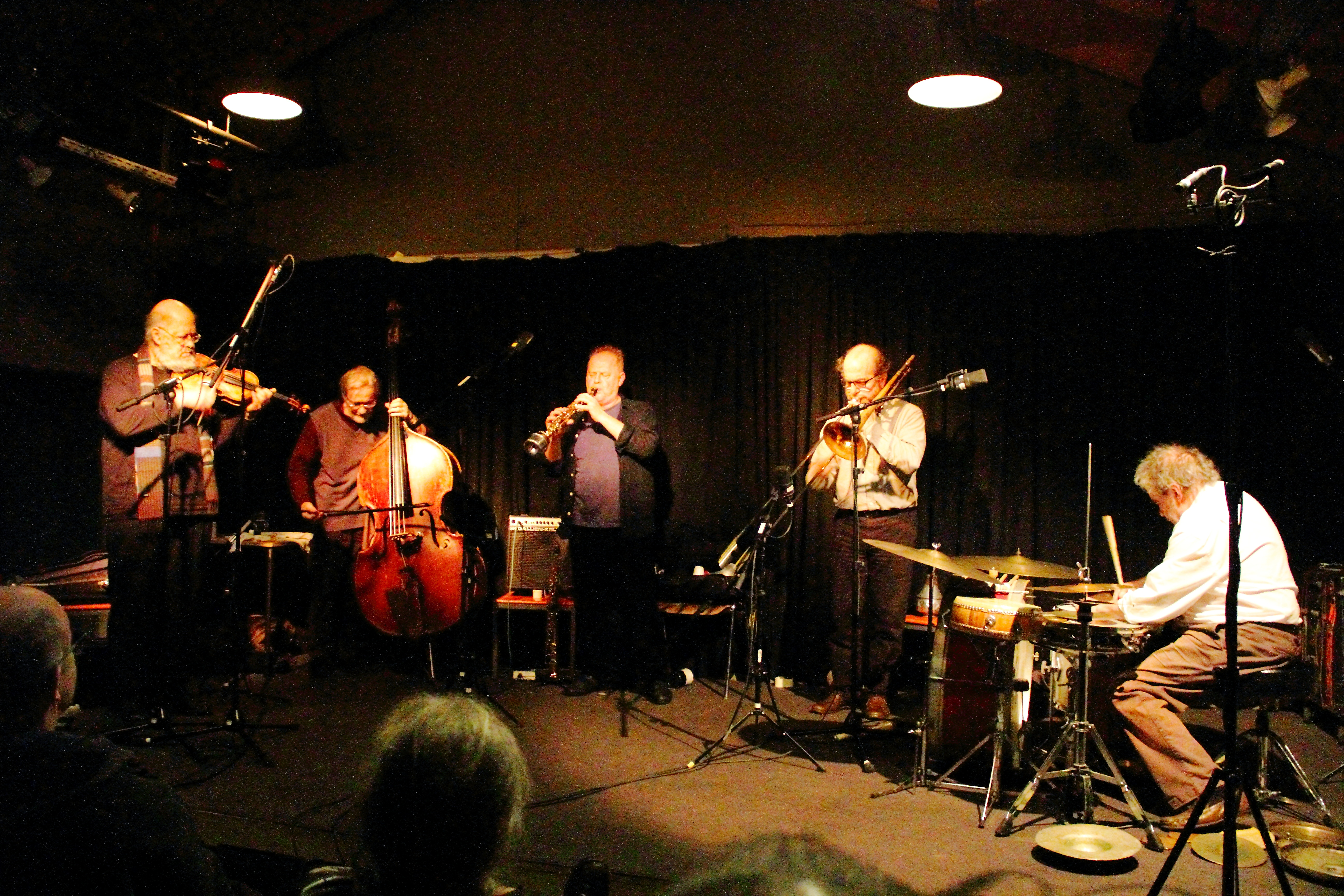
Tepo Hauta-aho con el Quintet modern

Escribió más de 300 obras para el contrabajo, haciéndolo uno de los compositores más prolíficos para este instrumento. Las composiciones van desde el nivel de principiante a virtuoso en dificultad, por lo que cualquier bajista puede tocarlas. Las composiciones de Hauta-aho han sido descritas por Canonici como una mezcla de jazz, música experimental e improvisación libre en las que usa técnicas para interpretar acordes específicos en el contrabajo combinándolos con armónicos con notas detenidas.

### Kadenza
Una de sus piezas más famosas, Kadenza, ha sido interpretada en muchos festivales de música de todo el mundo y en muchos concursos. Esta pieza comenzó como una sola página escrita por Hauta-Aho en 1969 para su recital de titulación en la Academia Sibelius. Esta pieza combina habilidades musicales y técnicas en igual medida y es dramática, rapsódica y lírica. Explora una amplia gama de colores y timbres, empleando muchas técnicas nuevas, pero también elementos típicos de la interpretación del contrabajo. Emplea todos sus referentes disponibles: clásico, jazz, improvisación, contemporáneo. Los estilos de arco y pizzicato se contrastan mediante paradas dobles, parpadeo parpadeante, falsos armónicos y más, todos eminentemente tocables, pero que se extienden al mando técnico de muchos jugadores clásicos. El compositor obviamente había pasado mucho tiempo experimentando con la interpretación.
Sobre la obra, Katinka Welz señala: "Una vez que sus composiciones se lanzan al mundo, Hauta-aho está abierta a los intérpretes." Algunos piensan que es una pieza agresiva, porque "la música moderna es agresiva... No he escrito esta música de forma agresiva." Es posible tocar estas disonancias bellamente ' ".
Dan Styffe está de acuerdo con la intención musical del compositor y escribe: "... Creo que 'Kadenza' debe interpretarse como una pieza emocional, cantante y melódica. No la pienso como una obra contemporánea, simplemente como música hermosa y expresiva. ... esta es una pieza que nunca se sentirá "terminada" correctamente. Se podrán encontrar nuevos detalles, ángulos y variaciones de sonido y color ".

Kadenza le 'habla' inmediatamente a un público, al igual que toda la música de Teppo. No solo hay muchas audiencias que no están acostumbradas a escuchar contrabajos solos, pero aquí se les ofrece algo completamente diferente: un nuevo y emocionante mundo sonoro o un paisaje sonoro musical que enfatiza muchas capacidades maravillosas del instrumento.
Vito Liuzzi